# Copa CONMEBOL de 1993
A Copa CONMEBOL de 1993 foi a segunda edição desta competição de futebol organizada pela Confederação Sul-Americana de Futebol.
Disputada por dezesseis agremiações, a competição começou no dia 3 de agosto e foi finalizada em 30 de setembro. Botafogo e Peñarol se enfrentaram na decisão, vencida na disputa por pênaltis pelo clube brasileiro. Este foi o primeiro título internacional da história do Botafogo.

## Antecedentes
Inaugurada em 1992, a Copa CONMEBOL foi organizada pela Confederação Sul-Americana de Futebol (CONMEBOL), sendo considerada como de segundo nível sul-americano, abaixo da Copa Libertadores da América e uma das precursoras da Copa Sul-Americana. O Atlético Mineiro conquistou a primeira edição após vencer o Olimpia.

## Participantes e regulamento
Originalmente, a competição seria disputada por dezesseis clubes de todos os países integrantes da CONMEBOL. No entanto, os representantes da Bolívia e Colômbia desistiram de participar da edição e foram substituídos por Bragantino e Deportivo Táchira. Os demais clubes foram: Atlético Mineiro, Botafogo, Fluminense e Vasco da Gama (Brasil); Deportivo Español, Huracán e San Lorenzo (Argentina); Colo-Colo (Chile); Emelec (Equador); Sportivo Luqueño (Paraguai); Deportivo Sipesa (Peru); Danubio e Peñarol (Uruguai); e Caracas (Venezuela). O regulamento, por sua vez, organizou as equipes em dois chaveamentos pré-determinados e compostos por jogos eliminatórios de ida e volta. Os vencedores dos chaveamentos se enfrentaram na decisão.
| País      | Equipe            | Ref.  |
| --------- | ----------------- | ----- |
| Argentina | Deportivo Español | [ 6 ] |
| Argentina | Huracán           | [ 6 ] |
| Argentina | San Lorenzo       | [ 6 ] |
| Brasil    | Atlético Mineiro  | [ 6 ] |
| Brasil    | Botafogo          | [ 6 ] |
| Brasil    | Bragantino        | [ 6 ] |
| Brasil    | Fluminense        | [ 6 ] |
| Brasil    | Vasco da Gama     | [ 6 ] |
| Chile     | Colo-Colo         | [ 6 ] |
| Equador   | Emelec            | [ 6 ] |
| Paraguai  | Sportivo Luqueño  | [ 6 ] |
| Peru      | Deportivo Sipesa  | [ 6 ] |
| Uruguai   | Danubio           | [ 6 ] |
| Uruguai   | Peñarol           | [ 6 ] |
| Venezuela | Caracas           | [ 6 ] |
| Venezuela | Deportivo Táchira | [ 6 ] |

## Resumo
O campeonato iniciou em 3 de agosto. Na fase inicial, três confrontos nacionais foram protagonizados. Nos embates brasileiros, Atlético Mineiro e Botafogo eliminaram Fluminense e Bragantino, respectivamente. O Caracas, por sua vez, venceu o Deportivo Táchira. Além desses, Colo-Colo, Deportivo Sipesa, Peñarol, San Lorenzo e Sportivo Luqueño também se classificaram. Nas quartas de final, os brasileiros eliminaram seus adversários. O Atlético Mineiro passou pelo peruano Sipesa após uma vitória e um empate, enquanto o Botafogo venceu ambas as partidas contra o Caracas. Na outra parte do chaveamento, Peñarol e San Lorenzo eliminaram seus respectivos adversários nas penalidades. Aliás, o mesmo cenário se repetiu na semifinal e o Peñarol avançou para a final. Na segunda semifinal, o Botafogo eliminou o atual campeão Atlético Mineiro.
A decisão começou a ser disputada em 22 de setembro, no estádio Centenario, em Montevidéu. Na ocasião, o jogo foi apitado pelo paraguaio Juan Escobar e terminou empatado pelo placar de 1–1. Este resultado foi exaltado pela imprensa fluminense já que o clube brasileiro teve importantes desfalques e um jogador expulso. Além disso, amargava uma série de resultados negativos no Campeonato Brasileiro. Em contrapartida, a imprensa uruguaia estava pessimista com o triunfo do Peñarol. Uma semana depois, a cidade do Rio de Janeiro recebeu a última partida da segunda edição, a qual decidiria o título. Realizada no estádio do Maracanã, o mandante triunfou nas penalidades e conquistou o título. Este foi o primeiro título internacional oficial do Botafogo.

## Resultados
|  | Oitavas de final           | Oitavas de final           | Oitavas de final           | Oitavas de final           |       |                  | Quartas de final             | Quartas de final             | Quartas de final             | Quartas de final             |  |                  | Semifinais         | Semifinais         | Semifinais         | Semifinais         |         |   | Final               | Final               | Final               | Final               |
|  | 3 de agosto a 20 de agosto | 3 de agosto a 20 de agosto | 3 de agosto a 20 de agosto | 3 de agosto a 20 de agosto |       |                  | 25 de agosto a 3 de setembro | 25 de agosto a 3 de setembro | 25 de agosto a 3 de setembro | 25 de agosto a 3 de setembro |  |                  | 8 a 15 de setembro | 8 a 15 de setembro | 8 a 15 de setembro | 8 a 15 de setembro |         |   | 22 e 30 de setembro | 22 e 30 de setembro | 22 e 30 de setembro | 22 e 30 de setembro |
|  |                            |                            |                            |                            |       |                  |                              |                              |                              |                              |  |                  |                    |                    |                    |                    |         |   |                     |                     |                     |                     |
|  | Sportivo Luqueño           | 1                          | 2                          | 3                          |       |                  |                              |                              |                              |                              |  |                  |                    |                    |                    |                    |         |   |                     |                     |                     |                     |
|  | Deportivo Español          | 1                          | 1                          | 2                          |       |                  |                              |                              |                              |                              |  |                  |                    |                    |                    |                    |         |   |                     |                     |                     |                     |
|  | Deportivo Español          | 1                          | 1                          | 2                          |       | Sportivo Luqueño | 3                            | 1                            | 4 (2)                        |                              |  |                  |                    |                    |                    |                    |         |   |                     |                     |                     |                     |
|  |                            |                            |                            |                            |       | Sportivo Luqueño | 3                            | 1                            | 4 (2)                        |                              |  |                  |                    |                    |                    |                    |         |   |                     |                     |                     |                     |
|  |                            | San Lorenzo (p.)           | 0                          | 4                          | 4 (4) |                  |                              |                              |                              |                              |  |                  |                    |                    |                    |                    |         |   |                     |                     |                     |                     |
|  | Danubio                    | San Lorenzo (p.)           | 0                          | 4                          | 4 (4) | 0                | 0                            | 0                            |                              |                              |  |                  |                    |                    |                    |                    |         |   |                     |                     |                     |                     |
|  | Danubio                    |                            |                            |                            |       | 0                | 0                            | 0                            |                              |                              |  |                  |                    |                    |                    |                    |         |   |                     |                     |                     |                     |
|  | San Lorenzo                | 0                          | 2                          | 2                          |       |                  |                              |                              |                              |                              |  |                  |                    |                    |                    |                    |         |   |                     |                     |                     |                     |
|  | San Lorenzo                | 0                          | 2                          | 2                          |       |                  |                              |                              |                              |                              |  | San Lorenzo      | 0                  | 2                  | 2 (2)              |                    |         |   |                     |                     |                     |                     |
|  |                            |                            |                            |                            |       |                  |                              |                              |                              |                              |  | San Lorenzo      | 0                  | 2                  | 2 (2)              |                    |         |   |                     |                     |                     |                     |
|  |                            | Peñarol (p.)               | 1                          | 1                          | 2 (4) |                  |                              |                              |                              |                              |  |                  |                    |                    |                    |                    |         |   |                     |                     |                     |                     |
|  | Peñarol                    | Peñarol (p.)               | 1                          | 1                          | 2 (4) | 1                | 1                            | 2                            |                              |                              |  |                  |                    |                    |                    |                    |         |   |                     |                     |                     |                     |
|  | Peñarol                    |                            |                            |                            |       | 1                | 1                            | 2                            |                              |                              |  |                  |                    |                    |                    |                    |         |   |                     |                     |                     |                     |
|  | Huracán                    | 0                          | 1                          | 1                          |       |                  |                              |                              |                              |                              |  |                  |                    |                    |                    |                    |         |   |                     |                     |                     |                     |
|  | Huracán                    | 0                          | 1                          | 1                          |       | Peñarol (p.)     | 2                            | 0                            | 2 (4)                        |                              |  |                  |                    |                    |                    |                    |         |   |                     |                     |                     |                     |
|  |                            |                            |                            |                            |       | Peñarol (p.)     | 2                            | 0                            | 2 (4)                        |                              |  |                  |                    |                    |                    |                    |         |   |                     |                     |                     |                     |
|  |                            | Colo-Colo                  | 0                          | 2                          | 2 (2) |                  |                              |                              |                              |                              |  |                  |                    |                    |                    |                    |         |   |                     |                     |                     |                     |
|  | Vasco da Gama              | Colo-Colo                  | 0                          | 2                          | 2 (2) | 2                | 2                            | 4 (2)                        |                              |                              |  |                  |                    |                    |                    |                    |         |   |                     |                     |                     |                     |
|  | Vasco da Gama              |                            |                            |                            |       | 2                | 2                            | 4 (2)                        |                              |                              |  |                  |                    |                    |                    |                    |         |   |                     |                     |                     |                     |
|  | Colo-Colo (p.)             | 0                          | 4                          | 4 (4)                      |       |                  |                              |                              |                              |                              |  |                  |                    |                    |                    |                    |         |   |                     |                     |                     |                     |
|  | Colo-Colo (p.)             | 0                          | 4                          | 4 (4)                      |       |                  |                              |                              |                              |                              |  |                  |                    |                    |                    |                    | Peñarol | 1 | 2                   | 3 (1)               |                     |                     |
|  |                            |                            |                            |                            |       |                  |                              |                              |                              |                              |  |                  |                    |                    |                    |                    |         | 1 | 2                   | 3 (1)               |                     |                     |
|  |                            | Botafogo (p.)              | 1                          | 2                          | 3 (3) |                  |                              |                              |                              |                              |  |                  |                    |                    |                    |                    |         |   |                     |                     |                     |                     |
|  | Emelec                     | Botafogo (p.)              | 1                          | 2                          | 3 (3) | 1                | 2                            | 3 (3)                        |                              |                              |  |                  |                    |                    |                    |                    |         |   |                     |                     |                     |                     |
|  | Emelec                     |                            |                            |                            |       | 1                | 2                            | 3 (3)                        |                              |                              |  |                  |                    |                    |                    |                    |         |   |                     |                     |                     |                     |
|  | Deportivo Sipesa (p.)      | 0                          | 3                          | 3 (4)                      |       |                  |                              |                              |                              |                              |  |                  |                    |                    |                    |                    |         |   |                     |                     |                     |                     |
|  | Deportivo Sipesa (p.)      | 0                          | 3                          | 3 (4)                      |       | Deportivo Sipesa | 1                            | 0                            | 1                            |                              |  |                  |                    |                    |                    |                    |         |   |                     |                     |                     |                     |
|  |                            |                            |                            |                            |       | Deportivo Sipesa | 1                            | 0                            | 1                            |                              |  |                  |                    |                    |                    |                    |         |   |                     |                     |                     |                     |
|  |                            | Atlético Mineiro           | 1                          | 1                          | 2     |                  |                              |                              |                              |                              |  |                  |                    |                    |                    |                    |         |   |                     |                     |                     |                     |
|  | Atlético Mineiro (p.)      | Atlético Mineiro           | 1                          | 1                          | 2     | 2                | 0                            | 2 (4)                        |                              |                              |  |                  |                    |                    |                    |                    |         |   |                     |                     |                     |                     |
|  | Atlético Mineiro (p.)      |                            |                            |                            |       | 2                | 0                            | 2 (4)                        |                              |                              |  |                  |                    |                    |                    |                    |         |   |                     |                     |                     |                     |
|  | Fluminense                 | 0                          | 2                          | 2 (2)                      |       |                  |                              |                              |                              |                              |  |                  |                    |                    |                    |                    |         |   |                     |                     |                     |                     |
|  | Fluminense                 | 0                          | 2                          | 2 (2)                      |       |                  |                              |                              |                              |                              |  | Atlético Mineiro | 3                  | 0                  | 3                  |                    |         |   |                     |                     |                     |                     |
|  |                            |                            |                            |                            |       |                  |                              |                              |                              |                              |  | Atlético Mineiro | 3                  | 0                  | 3                  |                    |         |   |                     |                     |                     |                     |
|  |                            | Botafogo                   | 1                          | 3                          | 4     |                  |                              |                              |                              |                              |  |                  |                    |                    |                    |                    |         |   |                     |                     |                     |                     |
|  | Deportivo Táchira          | Botafogo                   | 1                          | 3                          | 4     | 0                | 0                            | 0                            |                              |                              |  |                  |                    |                    |                    |                    |         |   |                     |                     |                     |                     |
|  | Deportivo Táchira          |                            |                            |                            |       | 0                | 0                            | 0                            |                              |                              |  |                  |                    |                    |                    |                    |         |   |                     |                     |                     |                     |
|  | Caracas                    | 1                          | 1                          | 2                          |       |                  |                              |                              |                              |                              |  |                  |                    |                    |                    |                    |         |   |                     |                     |                     |                     |
|  | Caracas                    | 1                          | 1                          | 2                          |       | Caracas          | 0                            | 0                            | 0                            |                              |  |                  |                    |                    |                    |                    |         |   |                     |                     |                     |                     |
|  |                            |                            |                            |                            |       | Caracas          | 0                            | 0                            | 0                            |                              |  |                  |                    |                    |                    |                    |         |   |                     |                     |                     |                     |
|  |                            | Botafogo                   | 1                          | 3                          | 4     |                  |                              |                              |                              |                              |  |                  |                    |                    |                    |                    |         |   |                     |                     |                     |                     |
|  | Botafogo                   | Botafogo                   | 1                          | 3                          | 4     | 3                | 3                            | 6                            |                              |                              |  |                  |                    |                    |                    |                    |         |   |                     |                     |                     |                     |
|  | Botafogo                   |                            |                            |                            |       | 3                | 3                            | 6                            |                              |                              |  |                  |                    |                    |                    |                    |         |   |                     |                     |                     |                     |
|  | Bragantino                 | 1                          | 2                          | 3                          |       |                  |                              |                              |                              |                              |  |                  |                    |                    |                    |                    |         |   |                     |                     |                     |                     |

- Em itálico, os times que possuem o mando de campo no primeiro jogo do confronto e em negrito os times classificados.

## Repercussão
O título foi comemorado por jogadores e membros da comissão técnica do clube brasileiro, que não tinha bons resultados no Campeonato Brasileiro e estava passando por dificuldades financeiras. Dessa forma, o Botafogo conquistou seu primeiro e até então único título internacional com uma das equipes mais limitadas da história do clube.